# Oncallı
Oncallı är en ort i Azerbajdzjan.   Den ligger i distriktet Qax Rayonu, i den nordvästra delen av landet, 270 km väster om huvudstaden Baku. Oncallı ligger 211 meter över havet och antalet invånare är 472.
Terrängen runt Oncallı är platt åt nordost, men åt sydväst är den kuperad. Närmaste större samhälle är Qax, 16,2 km norr om Oncallı.
Trakten runt Oncallı består till största delen av jordbruksmark. Runt Oncallı är det ganska glesbefolkat, med 38 invånare per kvadratkilometer.